# Tomczyki (gmina Klonowa)
Tomczyki – osada leśna w Polsce, położona w województwie łódzkim, w powiecie sieradzkim, w gminie Klonowa.
W latach 1975–1998 administracyjnie należała do województwa sieradzkiego.